# Junta General de Brazos de Cataluña
En la Edad Moderna la Junta General de Brazos de Cataluña era una institución que convocaba la Diputación del General de Cataluña de manera extraordinaria en casos de emergencia o urgencia. Formaban parte de ella todos aquellos representantes en las Cortes catalanas que en ese momento se encontraran en la capital de Barcelona.

## Definición
de Brazos debían tomar los tres diputados y los tres oyentes que conformaban la Diputación del General de Cataluña. Se constituía siguiendo el mismo ejemplo de las Cortes catalanas, es decir, reuniendo los miembros de los tres brazos estamentales: el eclesiástico formado por clero, el militar formado por la nobleza y el popular formado por las villas y ciudades. Sólo se admitieron a los miembros que vivían en Barcelona (o que en ese momento estaban), ya que el carácter urgente de las cuestiones que se debían plantear y las comunicaciones precarias de la época imposibilitaban una convocatoria general para toda Cataluña. La finalidad de la Junta de Brazos era la de aconsejar el consistorio vigente sobre algún tema candente, o ratificar sus decisiones ya. Podía ser que para asistirle en la del tema tratado la Junta creas una comisión formada por algunos de sus miembros y que se llamaba según el número de integrantes que tenía: novena, decimoctava o treinta y. En ningún caso tenía la de legislar nuevas constituciones, capítulos de cortes, o actos de cortes, únicamente de las Cortes catalanas.

## La Junta General de Brazos en la historia política de Cataluña

### 1640
Con el estallido de la Sublevación de Cataluña los Brazos o «Estados Generales» (nombre que aludía a los estados generales de las Provincias Unidas, actual Holanda) recomendaron a la Diputación que convocara también aquellas villas y pueblos reales que normalmente no entraban en las Cortes catalanas así como también los simples varones tanto seculares como eclesiásticos, convocatoria que fue todo un éxito de respuesta y representatividad general del país. Esta asamblea propuso y legitimar las diversas medidas militares, diplomáticas y cambios legales fundamentales que la Diputación adoptó. Sus miembros formaron juntas de guerra, de hacienda y de justicia, así como una decimoctava (después ampliada a trigésima sexta) que asesoraba a los diputados y oidores de la Diputación en los asuntos generales.

### 1713
Esta Junta de Brazos se inició el 30 de junio de 1713 en el Saló de Sant Jordi del Palau de la Generalitat para deliberar si en defensa de las constituciones se debía seguir oponiendo resistencia a las tropas de Felipe V (una vez Carlos III había marchado ya hacia Viena). Cada Brazo deliberó por separado en salas diferentes, y el 6 de julio siguiente el Brazo real y el Brazo militar acordaron la defensa con armas del Principado, para mantenerlo bajo el dominio de Carlos III y preservar las Constituciones, Privilegios, Usos y Costumbres e inmunidades de Cataluña, conforme a lo que se adhirió al día siguiente el Brazo militar. Esta resolución dio lugar a la resistencia catalana a las tropas de Felipe V durante la Guerra de Sucesión.